# Carousel (Melanie Martinez)
Carousel è un singolo della cantante statunitense Melanie Martinez, pubblicato il 19 maggio 2014 come primo estratto dall'EP Dollhouse e dal primo album in studio Cry Baby.
È stato usato come sigla per la quarta stagione della serie televisiva statunitense American Horror Story.

## Incisione
Martinez ha intrapreso per la prima volta il processo di scrittura di Dollhouse nel febbraio del 2013. Dopo esser arrivata sesta nella terza stagione del concorso di canto The Voice, la cantante si è unita al fine di comporre e produrre la musica assieme al duo Kinetics & One Love, composto da Jeremy Dussolliet e Tim Sommers. Ha anche collaborato con Daniel Omelio per l'ultimo brano contenuto nell'EP, che ha accreditato con lo pseudonimo di Robopop.
I Kinetics & One Love, da tecnici del suono, hanno scritto, prodotto, mixato prime tre tracce: Dollhouse, Dead to Me e la stessa Carousel; Robopop ha scritto e prodotto invece Bittersweet Tragedy. Tutti i brani sono stati masterizzati da Chris Gehringer allo Sterling Sound di New York City.

## Antefatti e composizione
La canzone è stata presentata in anteprima per la serie antologica di FX, American Horror Story: Freak Show, con il tema riff sulla canzone. Melanie ha detto all'Huffington Post che American Horror Story è "assolutamente, senza ombra di dubbio" il suo show preferito; Martinez ha contattato FX per quanto riguarda il brano non appena ha sentito che il tema di questa stagione sarebbe collegato con le fiere itineranti (carnivals in inglese americano). Dopo quasi un anno di silenzio, ha ottenuto la chiamata dalla rete solo due giorni prima della messa in onda. "Tutta la faccenda era semplicemente pazzesca", ha detto Melanie.
Carousel è stato etichettato come un brano di genere indie pop, descritto da Melanie stessa come:
Carousel è presente nella ottava pagina dello storybook digitale incluso nella versione standard di Cry Baby, con un'illustrazione realizzata da Chloe Tersigni, della bambina intrappolata su una giostra, ed è descritta con una quartina:
Divenuto uni fra i brani più celebri della cantante, è stato anche incluso nella scaletta del suo Cry Baby Tour.

## Il brano
(Dal testo di Carousel)
Questa canzone parla del primo interesse amoroso di Cry Baby (l'alter-ego la cui storyline viene ripercorsa durante la concezione dell'album omonimo a cui si ispira). Voleva che fosse qualcosa di magico in modo da percepire i sentimenti che si provano nell'amare per la prima volta, e tuttavia ancora esprime il lato oscuro di quanto tossico fosse un rapporto unilaterale. La canzone esprime l'impossibilità di Cry Baby nel raggiungere il ragazzo, il cui amore non è corrisposto. Si sente come se fosse incastrata sulla giostra, e girando a vuoto, non sembra essere in grado di raggiungere e afferrare ciò che ama.
Lyndsey Parker di Yahoo Music ha elogiato la canzone e Melanie, dicendo: "Melanie Martinez è passata da The Voice ad American Horror Story. E la sua nuova canzone e video sono così belli".

## Video musicale
Il video musicale del brano è stato girato durante una fiera itinerante nella città natale di Melanie a Long Island. È stato presentato in anteprima su BuzzFeed il 15 ottobre 2014 e pubblicato sulla piattaforma YouTube lo stesso giorno.

## Tracce
Download digitale
1. Carousel – 3:50 (Melanie Martinez, Kinetics & One Love)

Carousel Remixes – EP
1. Carousel (Bobby Green Remix) – 4:37
2. Carousel (Bleep Bloop Remix) – 4:02
3. Carousel (Eric Sharp Remix) – 5:37
4. Carousel (SNBRN Remix) – 5:41

## Date di pubblicazione
| Paese       | Data di pubblicazione | Formato           | Etichetta        | Nota   |
| ----------- | --------------------- | ----------------- | ---------------- | ------ |
| Stati Uniti | 19 maggio 2014        | Download digitale | Atlantic Records | [ 17 ] |